# Calixto Martínez
Calixto Ramón Martínez Arias je nezávislý kubánský novinář, který byl od 16. září 2012 do 9. dubna 2013 vězněn komunistickým režimem. Před zatčením psal o opětovném propuknutí cholery na východě ostrova, ačkoli kubánská vláda oficiálně tvrdila, že nemoc je po krátkodobém výskytu v létě 2012 v zemi již vymýcena. Objevil také pět tun humanitární pomoci, zaslané na pomoc Kubě Světovou zdravotnickou organizací (WHO), která kvůli špatným skladovacím podmínkám podléhala zkáze na letišti v Havaně.
Martínez byl obviněn z "neúcty" (angl. disrespect) k bývalému a současném prezidentovi země, tedy Fidelu a Raúlovi Castro. Hrozil mu tak trest odnětí svobody až na tři roky. Datum soudu však nebylo nikdy stanoveno a Martínez se nedozvěděl ani důvod propuštění.
Kubánská vláda přiznala výskyt cholery 13. července 2012 , již 28. srpna však prohlásila nemoc za vymýcenou s tím, že se objevila ve 417 případech, přičemž tři lidé zemřeli. V polovině ledna 2013 vláda oficiálně přiznala, že cholera na ostrově skutečně opět vypukla. Stalo se tak poté, co přibylo případů nemocných nejen ve východokubánské provincii Granma, ale také v hlavním městě Havaně. Úřady potvrdily 51 případů, spekulovalo se ale až o stovkách nakažených a nejméně jednom mrtvém.
V závěru ledna 2013 organizace Amnesty International prohlásila Martíneze za vězně svědomí a kubánským úřadům adresovala požadavek na jeho okamžité propuštění.
Zhruba od počátku března 2013 držel Martínez po nějakou dobu hladovku, kterou protestoval proti svému věznění. Po zahájení hladovky byl přesunut do malé cely bez osvětlení, záchoda či přikrývek a byly mu odepřeny vycházky ven.